# Aram Khachaturian
Aram Khachaturian (em armênio: Արամ Խաչատրյան; Tbilisi, Geórgia, 6 de junho (O.S. 24 de maio) de 1903 - 1 de maio de 1978) foi um compositor e maestro armênio soviético. Ele é considerado um dos principais compositores soviéticos.

## Vida
Nascido e criado em Tbilisi (hoje capital da Geórgia), Khachaturian mudou-se para Moscou em 1921, após a sovietização do Cáucaso. Sem formação musical prévia, matriculou-se no Instituto Musical Gnessin, estudando posteriormente no Conservatório de Moscou na classe de Nikolai Myaskovsky, entre outros. Sua primeira grande obra, o Concerto para Piano (1936), popularizou seu nome dentro e fora da União Soviética. Seguiram-se o Concerto para Violino (1940) e o Concerto para Violoncelo (1946). Suas outras composições significativas incluem a Masquerade Suite (1941), o hino da República Socialista Soviética Armênia (1944), três sinfonias (1935, 1943, 1947), e cerca de 25 partituras de filmes. Khachaturian é mais conhecido por sua música de balé - Gayane (1942) e Spartacus (1954). Sua peça mais popular, a "Dança Sabre" de Gayane, tem sido usada extensivamente na cultura popular e tem sido executada por vários músicos em todo o mundo. Seu estilo é "caracterizado por harmonias coloridas, ritmos cativantes, virtuosismo, improvisações e melodias sensuais".

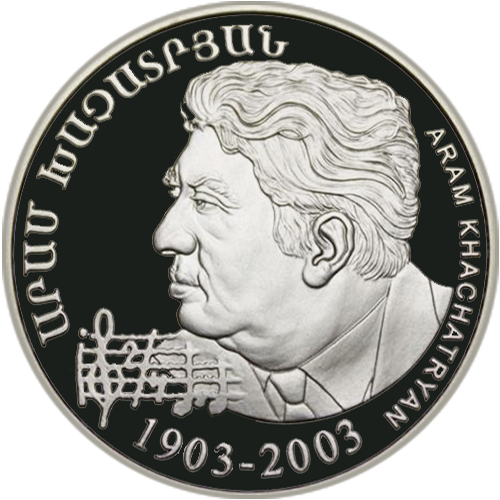
Homenagem em moeda, Armênia, 2002.

Durante a maior parte de sua carreira, Khachaturian foi aprovado pelo governo soviético e ocupou vários altos cargos na União de Compositores Soviéticos a partir do final da década de 1930, embora tenha se juntado ao Partido Comunista apenas em 1943. Junto com Sergei Prokofiev e Dmitri Shostakovich, ele foi oficialmente denunciado como um "formalista" e sua música apelidada de "anti-povo" em 1948, mas foi restaurada mais tarde naquele ano. Depois de 1950, lecionou no Instituto Gnessin e no Conservatório de Moscou e voltou-se para a regência. Viajou para a Europa, América Latina e Estados Unidos com concertos de suas próprias obras. Em 1957, Khachaturian tornou-se secretário da União dos Compositores Soviéticos, cargo que ocupou até sua morte.
Khachaturian compôs a primeira música de balé armênio, sinfonia, concerto e trilha sonora de filme. Ele é considerado o compositor armênio mais renomado do século 20. Enquanto seguia as tradições musicais estabelecidas da Rússia, ele incorporou amplamente a música folclórica armênia e, em menor grau, caucasiana, da Europa Central e Oriental e do Oriente Médio em suas obras. Ele é altamente considerado na Armênia, onde é considerado um "tesouro nacional".

## Obras

#### Ballets
- Das Glück – Ballet em três atos e um epílogo, libreto: Owanesjan-Kimika, 1939
- Gayaneh – Ballet em quatro atos e um epílogo, libreto: K. Dershawin, 1942, revisado em 1952, 1957
- Spartakus – Ballet em três atos, libreto: N. Wolkow, 1954, estreia: Leningrado 1956

#### Obras Orquestrais
- Suítes
  - Suíte do ballet "Das Glück" nº 1 – 1939
  - Suíte do ballet "Das Glück" nº 2 – 1939
  - Suíte do ballet "Gayaneh" nº 1 – 1943
  - Suíte do ballet "Gayaneh" nº 2 – 1943
  - Suíte do ballet "Gayaneh" nº 3 – 1943
  - Suíte da música de palco "Maskerade" – 1943
  - Suíte da música do filme "A Batalha de Stalingrado" – 1949
  - Suíte da música de palco "A Viúva de Valência" – 1953
  - Suíte do ballet "Spartakus" nº 1 – 1955–57
  - Suíte do ballet "Spartakus" nº 2 – 1955–57
  - Suíte do ballet "Spartakus" nº 3 – 1955–57
  - Suíte da música de palco "Lermontow" – 1953
  - Suíte do ballet "Spartakus" nº 4 – 1967

#### Sinfonias
- Tanzsuite – cinco movimentos, 1933
- Sinfonia nº 1 – 1934
- Zwei Tänze – 1935
- Sinfonia nº 2 ("Sinfonia com o Sino") – 1943, revisada em 1944
- Choreografischer Walzer – 1944
- Russische Fantasie – transcrição de concerto de uma cena do ballet "Das Glück", 1944/45
- Sinfonia nº 3 ("Sinfonia-Poema") – em um movimento para orquestra, órgão e 15 trompetes, 1947
- Ode in memoriam Lenin – baseada na música do filme, 1949
- Die Schlacht an der Wolga – suíte sinfônica programática em oito movimentos, 1950
- Feierliches Poem – 1952
- Gruß-Ouvertüre – para a abertura do XXI Congresso do Partido Comunista da União Soviética, 1959

#### Obras para Instrumento Solo e Orquestra
- Concerto para Piano – 1936
- Concerto para Violino – 1940
- Concerto para Violoncelo – 1946
- Rapsódia para Violino e Orquestra – 1961/62
- Rapsódia para Violoncelo e Orquestra – 1963
- Rapsódia para Piano e Orquestra – 1967

#### Outras Obras Orquestrais
- Marcha para Banda nº 1 – 1929
- Marcha para Banda nº 2 – para o 10º aniversário da SSR Armênia, 1930
- Duas Peças sobre Temas de Canções Armênias – para banda, 1933
- Duas Peças sobre Temas de Canções Uzbeks – para banda, 1933
- Sangesur-Marsch – para banda, 1938
- Den Helden des Vaterländischen Krieges – Marcha para banda, 1942
- Marcha da Polícia Soviética

#### Música de Câmara
- Tanz B-Dur op.1 – para violino e piano, 1926
- Liedpoem – para violino e piano, em homenagem aos Achugues, 1929
- Allegretto – para violino e piano, 1929
- Suíte – para viola e piano, 1929–32
- Tanz – para balalaica e domra, 1929–32
- Doppelfuge – para quarteto de cordas, 1932
- Sonata para Violino – 1932
- Andantino – para trio de fagotes, 1932
- Trio – para clarinete, violino e piano, 1932
- Rezitativ und Fuge – para quarteto de cordas, edição revisada da obra de 1932
- Sonate-Fantasie C-Dur – para violoncelo solo, 1974
- Sonata – para violino solo, 1975
- Sonata – para viola solo, 1976

#### Obras para Piano
- Piano a 2 mãos
  - Valse Caprice – 1926
  - Tanz g-Moll – 1926
  - Poem cis-Moll – 1927
  - Marcha – 1929
  - Sete Fugas – 1929, (posteriormente integradas nas sete Recitativos e Fugas)
  - Sete Recitativos e Fugas – 1928/29 e 1970
  - Tocata – 1932
  - Budjonowka – baseada em um tema de canção de Dawidenko, 1932
  - Massentanz – 1932
  - Álbum Infantil Livro 1 – dez peças de caráter, 1926–47 (também conhecido como: As Aventuras de Ivan)
  - Fughetta – 1947
  - Sonatina C-Dur – 1959
  - Sonata C-Dur – dedicada a N. I. Mjaskowski, 1961
  - Álbum Infantil Livro 2 – 10 peças, 1964

#### Obras para Dois Pianos
- Suíte em três movimentos – baseada na música do filme "Mensch" e na canção "Töchter Irans", 1944/45

#### Obras Vocais Instrumentais
- Coro ou Voz Solista e Orquestra
  - Lied des Aschugen – para coro e orquestra baseada em Bairamow de Tausa, 1937/38
  - Poema Sinfônico – com coro final "Lied des Aschugen" para coro e orquestra, 1938
  - Três Árias de Concerto – para voz alta e orquestra baseada em palavras de poetas armênios, 1944–46
  - Ode da Alegria – para mezzo-soprano, coro misto, conjunto uníssono de violinos, dez harpas e orquestra baseada em Smirnow, 1956
  - Balada da Pátria – para baixo e orquestra baseada em Garnekerjan, 1961
  - A Vós, Amigos Árabes – Cantata para coro e orquestra, 1964
  - Em Memória dos Heróis – Oratório, 1976

#### Canções
- Nossa Futuro – Burunow, 1931
- Nova Canção – Tscharenz, 1932
- O Trigo Cresceu – Gidasch, 1932
- Canção de Pepo – Tscharenz, 1934
- Na Boulevard de Gogol – Michalkow, 1935
- Avante, Camaradas – Smoljan, 1936
- Jardim, meu querido jardim – Lebedew-Kumatsch, 1938
- Filhas do Irã – Lachuti, 1939
- Romance de Nina – da música de palco "Maskerade", 1941
- Capitão Gastello – Lugin, 1941
- O Báltico – Radionow, da música de palco "O Carrilhão no Kremlin", 1942
- Poderoso Ural – Barto, 1943
- Marcha da Guarda – Lebedew-Kumatsch, 1942
- Meu Ural – Slawin, 1943
- Homens do Ural são excelentes combatentes – Garto, 1943
- Espero por ti – Slawin, 1943
- Hino da SSR Armênia – 1944
- Canção da Pátria – Rubljew, 1948
- Canção da Ira – Rubljew, 1948
- Canção de Erevan – Graschi, 1948
- Canção do Coração – Michalkow, 1949
- Minha Pátria – Sadofjew, 1950
- Brinde Armênio – Graschi, 1950
- Canção da Moça – Graschi, 1950
- O Tapete da Felicidade – Graschi, 1951
- Minha Pátria – Gridow, 1951
- Juramento da Paz – Rubljew, 1951
- Canção das Mulheres pela Paz – Ostrowa, 1951
- Eu te chamei com uma flor... – Graschi, 1952
- Valsa da Amizade – Rubljew, 1952
- Vocalise de Desdemona – da música do filme "Othello", 1956
- Canção dos Soldados – da música do filme "Othello", 1956
- Canção do Salgueiro – da música do filme "Othello", 1956
- Carnaval da Primavera – Gradow, 1956

#### Músicas de Palco e Filmes
- Música para a peça "Zerstörter Held" – 1929–32
- Música para a peça "Chatabala" – 1929–32
- Música para a peça "Orientalischer Zahnarzt" – 1929–32
- Música para a peça "Macbeth" de Shakespeare – 1934
- Música para o filme "Pepo" – 1934
- Música para o filme "Sangesur" – 1937/38
- Música para o filme "Der Garten" – 1938
- Música para o filme "Salawat Julajew" – 1939
- Música para a peça "A Viúva de Valência" de Lope de Vega – 1940
- Música para a peça "Maskerade" de Lermontow – 1941
- Música para a peça "Das Glockenspiel des Kreml" de Pogodin – 1942
- Música para a peça "Glubokaja Raswedka" de Korn – 1943
- Música para o filme "Mensch" – 1944/45
- Música para o filme "Gefangener Nr. 217" – 1945
- Música para a peça "Märchen von der Wahrheit" de Aliger – 1946
- Música para o filme "Die russische Frage" – 1947
- Música para o filme "Sie haben eine Heimat" – 1948
- Música para o filme "Wladimir Iljitsch Lenin" – 1948
- Música para a peça "Ilja Golowin" de Michalkow – 1949
- Música para o filme "Die Schlacht von Stalingrad" – 1949
- Música para o filme "In geheimer Mission" – 1950
- Música para o filme "Admiral Uschakow" – 1953/"Segel im Sturm" DDR, 22 de janeiro de 1954
- Música para o filme "Schiffe stürmen Bastionen" – 1953
- Música para a peça "Der Schutzengel von Nebraska" de Jakobson – 1953
- Música para a peça "Lermontow" de Lawronjew – 1954
- Música para o filme "Othello" – 1955
- Música para o filme "Saltanat" – 1955
- Música para a peça "Macbeth" de Shakespeare – 1955
- Música para o filme "Ewige Flamme" – 1956
- Música para o filme "Das Duell" – 1957
- Música para a peça "König Lear" de Shakespeare – 1958
- Música para o filme "Menschen und Tiere" – 1960

#### Música Vocal
- Canção da Frota do Mar Negro – para coro masculino baseada em Steinberg, 1931
- Canção do Komsomol dos Mineiros – para coro misto baseada em Sitkowski, 1932
- Três Canções de Pioneiros – baseada em Wladimirowski e Michalkow para coro infantil com acompanhamento de piano, 1933
- Glória à nossa Pátria – baseada em Lebedew-Kumatsch para solistas, coro e piano, 1943
- Do que as Crianças Sonham – baseada em Gradow para coro infantil e piano
- Canção da Marcha e Canção dos Marinheiros Russos – baseada nas músicas dos filmes sobre o Almirante Uschakow, para coro masculino a cappella baseada em Surkow, 1955

#### Transcrições
- Canções dos Povos da URSS – 30 canções, arranjadas para várias formações, 1929–32
- Choreografischer Walzer para Piano – 1944
- Noturno da Suíte "Maskerade" para Violino e Piano – 1948
- Fragmentos da Música de Palco "Othello" para Piano – arranjados por Emin Khatchaturian, 1956
- Concerto para Flauta – baseado no Concerto para Violino transcrito por J.-P. Rampal a pedido de Aram Khatchaturian, 1968
- Massentanz (Piano) para Acordeão
- Valsa de "Maskerade" para Piano, 1953

### Livros e capítulos de livros
- Bagar, Robert; Biancolli, Louis (1947). The Concept Companion: A comprehensive guide to symphonic music. New York & London: Whittlesey House
- Bakst, James (1977). «Khachaturyan». A History of Russian-Soviet Music Reprint ed. Westport, Connecticut: Greenwood Press. ISBN 0837194229
- Robinson, Harlow (2013). «The Caucasian Connection: National Identity in the Ballets of Aram Khachaturian». In:  Kanet, Roger E. Identities, Nations and Politics After Communism. [S.l.]: Routledge. pp. 23–32. ISBN 9781317968665
- Yuzefovich, Victor (1985). Aram Khachaturyan. Nicholas Kournokoff and Vladimir Bobrov (translators). New York: Sphinx Press. ISBN 0-8236-8658-2
- Hakobian, Levon (2016). Music of the Soviet Era: 1917-1991 2nd ed. London: Routledge. ISBN 9781317091875

### Artigos de dicionário e enciclopédia
- «Khachaturian, a Leading Soviet Composer, Dies at 74». The New York Times. 3 de maio de 1978 (archived)
- Holland, Bernard (14 de outubro de 2003). «Khachaturian Beckons With Little-Known Works». The New York Times
- Huizenga, Tom (5 de junho de 2005). «The 'Sabre Dance' Man». NPR. Cópia arquivada em 17 de março de 2014
- Pritsker, Maya (5 de outubro de 2003). «What Could Khachaturian Do Besides An Encore?». The New York Times